# XXX (serie de películas)
XXX (estilizado como xXx y pronunciado Triple X) es una serie de películas de ficción de espías estadounidense creada por Rich Wilkes Consta de tres largometrajes: XXX (2002), XXX: State of the Union (2005) y XXX: Return of Xander Cage (2017), y un cortometraje: The Final Chapter: The Death of Xander Cage. La serie ha recaudado $694 millones en todo el mundo.

## Películas

### XXX(2002)
La película fue estrenada el 9 de agosto de 2002, la cual es protagonizada por Vin Diesel como Xander Cage, un entusiasta de deportes extremos en busca de adrenalina, doble de riesgo y atleta rebelde convertido en espía reacio de la Agencia de Seguridad Nacional que es enviado a una peligrosa misión para infiltrarse en un grupo de posibles terroristas rusos en Europa Central. La película es también protagonizada por Asia Argento, Marton Csokas ySamuel L. Jackson. Fue dirigida por Rob Cohen, quien antes dirigió The Fast and the Furious (2001), película igualmente protagonizada por Diesel.

### XXX: State of the Union(2005)
La película fue estrenada el 29 de abril de 2009, protagonizada por Ice Cube como Darius Stone, un nuevo agente en el programa Triple X, el cual es enviado a Washington D. C. para calmar una lucha de poder entre líderes nacionales. 

### XXX: Return of Xander Cage(2017)
Esta película, estrenada el 20 de enero de 2007, muestra el regreso de Xander Cage (Diesel), quien termina un exilio autoimpuesto -razón por la cual se le ha considerado muerto-, para entrar a un curso de colisión con un letal guerrero alfa y su equipo, con el propósito de recuperar un arma siniestra y, aparentemente imparable conocida como la caja de Pandora. Tras reclutar un nuevo grupo de cohortes sedientos de peligro, Xander se encuentra envuelto en una conspiración mortal que apunta a provocar una colusión entre los niveles más altos de los gobiernos del mundo.

### The Volume World: XXX(TBA)
En septiembre de 2018, se anunció que una cuarta película se estaba desarrollando. El proyecto sería una producción conjunta entre The H Collective y iQiyi, después de que el primero adquiriera los derechos de la franquicia por parte de Revolution Studios. Se creía que D. J. Caruso volvería como director, mientras que Vin Diesel retomaría su papel como Xander Cage. La producción fue programada para comenzar a principios del 2019. En noviembre de 2018, Jay Chou y Zoe Zhang se unieron al elenco. La estrella de rock japonesa, Yoshiki, sería el compositor musical de la película.

## Cortometraje

### The Final Chapter: The Death of Xander Cage(2005)
En el DVD editado por el director de la primera película de 2005, se incluye un corto de cuatro minutos titulado The Final Chapter: The Death of Xander Cage, que sirve como precuela de XXX: State of the Union al detallar la supuesta muerte de Xander Cage antes de la acontecimientos de esa película.En el cortometraje, Xander es interpretado por el doble de acción de Vin Diesel, Khristian Lupo (que nunca muestra su rostro ni habla) mientras reutiliza algunas líneas dichas por Diesel. También cuenta con Leila Arcieri como Jordan King de la primera película y John G. Connolly como el teniente coronel Alabama "Bama" Cobb, uno de los villanos de xXx: State of the Union que es la mano derecha de Deckert, como el hombre detrás el ataque a Xander.
La historia comienza con Xander conduciendo un automóvil con Jordan King. Se detiene junto a su edificio de apartamentos. King le hace propuestas sexuales y se vuelven íntimos. De repente escuchan un ruido y Xander va a comprobarlo. Los hombres de Cobb aparecen y secuestran a King. Colocan una bomba en el edificio y dejan caer su abrigo en los escalones para engañar a Xander hasta su muerte. Después de enfrentarse a un vagabundo, Xander regresa al edificio. Muerde el anzuelo dejado por Cobb y sus secuaces y, aparentemente, es destruido por una gran explosión. Su abrigo característico sobrevive a la explosión. Cobb aparece y recoge un trozo de piel quemada del cuello de Xander, que tiene el tatuaje de Triple X. Él comenta: "Pobre Xander, nunca tuviste mucho entre las orejas". Sus hombres lo recogen y se marchan en su coche. Los motivos de Cobb para matar a Xander son obvios; no quiere que interfiera en los planes de Deckert. "Feuer Frei" de Rammstein suena de fondo durante la historia.

## Reparto y equipo

### Elenco
| Personajes                              | Películas            | Películas               | Películas                 | Películas  | Cortometraje                                |
| Personajes                              | XXX                  | XXX: State of the Union | XXX:Return of Xander Cage | XXX 4      | The Final Chapter: The Death of Xander Cage |
| Personajes                              | 2002                 | 2005                    | 2017                      | TBA        | 2005                                        |
| --------------------------------------- | -------------------- | ----------------------- | ------------------------- | ---------- | ------------------------------------------- |
| Xander Cage xXx                         | Vin Diesel           |                         | Vin Diesel                | Vin Diesel | Khristian Lupo                              |
| Xander Cage xXx                         | Vin Diesel           | (archive recordings)    | Vin Diesel                | Vin Diesel |                                             |
| NSA Agent Augustus Eugene Gibbons       | Samuel L. Jackson    | Samuel L. Jackson       | Samuel L. Jackson         |            |                                             |
| Darius Stone xXx                        |                      | Ice Cube                | Ice Cube                  |            |                                             |
| Toby Lee Shavers                        | Michael Roof         | Michael Roof            |                           |            |                                             |
| Jordan King                             | Leila Arcieri        |                         |                           |            | Leila Arcieri                               |
| Alabama "Bama" Cobb                     |                      | John G. Connolly        |                           |            | John G. Connolly                            |
| Yorgi                                   | Martin Csokas        |                         |                           |            |                                             |
| Yelena                                  | Asia Argento         |                         |                           |            |                                             |
| Milan Sova                              | Richy Müller         |                         |                           |            |                                             |
| Kirill                                  | Werner Daehn         |                         |                           |            |                                             |
| Kolya                                   | Petr Jákl            |                         |                           |            |                                             |
| Viktor                                  | Jan Pavel Filipensky |                         |                           |            |                                             |
| California State Senator Dick Hotchkiss | Tom Everett          |                         |                           |            |                                             |
| El Jefe                                 | Danny Trejo          |                         |                           |            |                                             |
| NSA Agent Jim McGrath                   | Thomas Ian Griffth   |                         |                           |            |                                             |
| J.J.                                    | Eve                  |                         |                           |            |                                             |
| NSA Agent Roger Donnan                  | William Hope         |                         |                           |            |                                             |
| Ivan Pedgrag                            | Radek Tomecka        |                         |                           |            |                                             |
| Ivan Podrov                             | Martin Hub           |                         |                           |            |                                             |
| General George Deckert                  |                      | Willem Dafoe            |                           |            |                                             |
| NSA Agent Kyle Christopher Steele       |                      | Scott Speedman          |                           |            |                                             |
| U.S. President James Sanford            |                      | Peter Strauss           |                           |            |                                             |
| Zeke                                    |                      | Xzibit                  |                           |            |                                             |
| Charlie Mayweather                      |                      | Sunny Mabrey            |                           |            |                                             |
| Lola Jackson                            |                      | Nona Gaye               |                           |            |                                             |
| NSA Agent Meadows                       |                      | Ramon De Ocampo         |                           |            |                                             |
| Xiang XXX                               |                      |                         | Donnie Yen                |            |                                             |
| Serena Unger XXX                        |                      |                         | Deepika Padukone          |            |                                             |
| Becky Clearidge                         |                      |                         | Nina Dobrev               |            |                                             |
| Adele Wolff                             |                      |                         | Ruby Rose                 |            |                                             |
| Talon                                   |                      |                         | Tony Jaa                  |            |                                             |
| Jane Marke                              |                      |                         | Toni Collette             |            |                                             |
| Harvard "Nicks" Zhou                    |                      |                         | Kris Wu                   |            |                                             |
| Tennyson "Torch"                        |                      |                         | Rory McCann               |            |                                             |
| CIA Director Anderson                   |                      |                         | Al Sapienza               |            |                                             |
| Gina Roff                               |                      |                         | Ariadna Gutiérrez         |            |                                             |
| Hawk                                    |                      |                         | Michael Bisping           |            |                                             |
| Ainsley                                 |                      |                         | Hermione Corfield         |            |                                             |
| Red Erik                                |                      |                         | Andrey Ivchenko           |            |                                             |
| Neymar Jr.                              |                      |                         | Neymar                    |            |                                             |

### Equipo
| Película                   | Director     | escritor(es)    | Productores                                            | Director de fotografía | Música                       | Editores                                       |
| -------------------------- | ------------ | --------------- | ------------------------------------------------------ | ---------------------- | ---------------------------- | ---------------------------------------------- |
| XXX                        | Rob Cohen    | Rich Wilkes     | Neal H. Moritz                                         | Dean Semler            | Randy Edelman                | Chris Lebenzon Joel Negron Paul Rubell         |
| XXX: State of the Union    | Lee Tamahori | Simón Kinberg   | Neal H. Moritz Arne L. Schmidt                         | David Tattersall       | Marco Beltrami               | Mark Goldblatt Todd E. Miller Steven Rosenblum |
| XXX: Return of Xander Cage | D. J. Caruso | F.Scott Frazier | Joe Roth Jeff Kirschenbaum Vin Diesel Samantha Vincent | Russell Carpenter      | Brian Tyler Roberto Lydecker | Jim Page Vince Filippone                       |
| XXX 4                      | D. J. Caruso | TBA             | Joe Roth Jeff Kirschenbaum Vin Diesel Samantha Vincent | TBA                    |                              |                                                |

## Recepción

### Rendimiento de taquilla
| Película                   | Fecha de lanzamiento | Ingresos de taquilla | Ingresos de taquilla | Ingresos de taquilla | Ranking de taquilla              | Ranking de taquilla    | Presupuesto   | Referencia |
| Película                   | Fecha de lanzamiento | América del norte    | Otros territorios    | Mundial              | Todo el tiempo América del norte | Todo el tiempo mundial | Presupuesto   | Referencia |
| -------------------------- | -------------------- | -------------------- | -------------------- | -------------------- | -------------------------------- | ---------------------- | ------------- | ---------- |
| XXX                        | 9 de agosto de 2002  | $142 109 382         | $135 339 000         | $277 448 382         | #334                             | #416                   | $ 70 millones | [ 5 ]      |
| XXX: State of the Union    | 29 de abril de 2005  | $26 873 932          | $44 148 761          | $71 022 693          | N/A                              | $ 60 millones          | [ 6 ]         |            |
| XXX: Return of Xander Cage | 20 de enero de 2017  | $44 898 413          | $301 065 438         | $345 963 851         | #1750                            | #322                   | $ 85 millones | [ 7 ]      |
| Total                      | Total                | $213 881 727         | $480 553 199         | $694 434 926         |                                  |                        | $215 millones | [ 8 ]      |

### Respuesta crítica y pública
| Film                       | Rotten Tomatoes   | Metacritic      | CinemaScore |
| -------------------------- | ----------------- | --------------- | ----------- |
| XXX                        | 48% (179 reseñas) | 48 (33 reseñas) | A−          |
| XXX: State of the Union    | 17% (138 reseñas) | 37 (31 reseñas) | B+          |
| XXX: Return of Xander Cage | 45% (150 reseñas) | 42 (25 reseñas) | A−          |
| Promedio                   | 37%               | 42              | A-          |

La primera película recibió comentarios mixtos por parte de los críticos. Roger Ebert lo llamó "tan bueno como una película de James Bond". Adam Smith, de la revista Empire, calificó la película como "esporádicamente entretenida, pero seriamente obstaculizada por un guión muy entrecortado", y la calificó con tres de cinco estrellas. La película fue nominada a un premio Razzie a la película más flatulenta dirigida a adolescentes, pero perdió ante Jackass: The Movie.
La segunda película de la serie fue atacada por los críticos, Boo Allen del Denton Record Chronicle lo llamó"un héroe de acción gordito, hosco e incomprensible".
Brian Orndorf de FilmJerk.com comparó el ver la película con correr "de cabeza a toda velocidad contra una pared de ladrillos". 
David Hiltbrand del Philadelphia Inquirer dijo "la trama oscila entre pateticamente inverosimil y agresivamente estupida".
A algunos críticos les gusto la película. Owen Gleiberman de Entertainment Weekly la llamó "esa rara película B que fue tiene sus raíces en movimientos de poder y represalias a nivel intestinalinal". Paul Arendt de la BBC dijo, "Visto desde sus propios términos vulgares, tiene un éxito brillante".
La tercera película recibió críticas mixtas de los críticos. Dan Jolin, de la revista Empire, dijo: "Hemos visto todas estas acrobacias antes y las hemos visto mejor, pero hay algo de placer aquí, incluso si es del tipo extremadamente culpable", y lo calificó con tres de cinco estrellas. Andrew Lapin de Uproxx le dio a la película una crítica negativa y dijo: "Hay un argumento intelectual a favor de la franquicia Fast & Furious, que presenta diversos elencos, tramas operísticas y escenarios de dibujos animados que a menudo se ven como si un niño los ensamblara. fuera de los juegos de Hot Wheels. xXx apunta a una barra mucho más baja, esforzándose solo por ser comercializable, no inventivo. La serie ya no está interesada en imitar a James Bond, ya que carece de un dispositivo decente o un supervillano y, a menudo, destaca a los compinches a expensas del propio Xander".

## Videojuegos
Se creó un videojuego con Xander Cage para Game Boy Advance, lanzado en Norteamérica y Europa en 2002. El juego GameBoy Advance recibió una calificación de E en Norteamérica y una calificación de 3+ en Europa, a diferencia de la calificación PG-13 de la película. En 2004, Warthog Games estaba desarrollando un juego XXX para Xbox, pero fue cancelado; un prototipo se filtró en el sitio web de Hidden Palace en febrero de 2022.